# Алексеевское (Донецкая область)
Алексе́евское (укр. Олексіївське) — село на Украине, расположенное в Амвросиевском районе Донецкой области. Находится под контролем самопровозглашённой Донецкой Народной Республики.

## География
К востоку от села проходит граница между Украиной и Россией.

#### Соседние населённые пункты по странам света
С: Семёновское
СЗ: Кринички
СВ: Тараны, Григоровка, Новопетровское
З: —
В: —
ЮЗ: Калиновое, Житенко
ЮВ: —
Ю: Камышеваха, Маныч

## Население
Население по переписи 2001 года составляло 434 человека.

## Общая информация
Код КОАТУУ — 1420680401. Почтовый индекс — 87342. Телефонный код — 6259.

## Адрес местного совета
87342, Донецкая область, Амвросиевский район, с. Алексеевское, ул.Ленина, 39-3-17